# جوان هيرنغ
جوان هيرنغ (بالإنجليزية: Joanne Herring)‏ هي نجمة اجتماعية ودبلوماسية أمريكية، ولدت في 3 يوليو 1929 في هيوستن في الولايات المتحدة.

## وصلات خارجية
- الموقع الرسمي